# World Strongman Federation
World Strongman Federation (укр. Світова Федерація Стронґмену) — міжнародна організація зі стронґмену, яку у 2007 році заснував Владислав Редкін. Компанія виступала організатором деяких престижних змагань за участю таки відомих ломусів як: п'ятиразовий переможець змагання Найсильніша Людина Світу Маріуш Пудзяновський, Михайло Кокляєв, Кшиштоф Радзіковський, Тармо Мітт, Кевін Ніі, Стефан Солві Петурссон, Лоренс Шалеї і Марк Фелікс. Флагманська програма Світової Федерації Стронґмену — Кубок світу СФС.

## Кубок Світу

### 2008
| Назва/Розташування               | Чемпіон              | Друге місце        | Третє місце    | Дата проведення     |
| -------------------------------- | -------------------- | ------------------ | -------------- | ------------------- |
| Кубок Світу СФС Іркутськ, Росія  | Маріуш Пудзяновський | Ельбрус Нігматулін | Стоян Тодорчев | 22 лютого 2008 року |
| Кубок Стронґменів міста Іркутськ | Ельбрус Нігматулін   | Дмитро Кононець    | Майкл Сидорчев | 27 липня 2008 року  |

### 2010
| Назва/Розташування                           | Чемпіон    | Друге місце    | Третє місце       | Дата проведення      |
| -------------------------------------------- | ---------- | -------------- | ----------------- | -------------------- |
| Кубок Стронґменів СФС БелАз Жодіно, Білорусь | Тармо Мітт | Атанас Абрітус | Олександр Лапіров | 24 вересня 2010 року |